# Вонстед-парк (станція)
51°33′06″ пн. ш. 0°01′35″ сх. д. / 51.5518° пн. ш. 0.0264° сх. д.
Вонстед-парк (англ. Wanstead Park) — залізнична станція у Форест-Гейт, Лондон. Розташована на лінії  Госпел-Оук — Баркінг London Overground, у 3-й зоні, за 17,9 км від Госпел-Оук, між Лейтонстоун-хай-роуд та Вудгранж-парк. В 2019 році пасажирообіг станції — 0.770 млн осіб.
Конструкція станція: наземна відкрита з двома береговими платформами на дузі. 
Станцію відкрито 9 липня 1894 року.

## Пересадки
- на автобуси London Buses маршрутів: 58, 308 та 330
- на станцію TfL Rail Форест-гейт